# Марија Долгорукова
Марија Владимировна Долгорукова (рус. Мария Владимировна Долгорукова рођена 1601, умрла 17. јануара 1625. године у Москви) је била прва супруга Михаила I и руска царица свега четири месеца.

## Биографија
Марија Долгорукова је рођена у породици бољар кнеза Владимира Тимофејевича Долгорукова и принцезе Марије Васиљевнљ Барбашине. Њена породица је припадала руској краљевској династији Рјуриковича. Била је одабрана за супругу Маихаила Фјодоровича од стране његове мајке, Ксеније Шестове после низа година неодлучности цара по питању његове женидбе. Шестова је прво одбила избор Марије Ивановне Хопове, коју је чак и верио. 1623. године Ксенија је изабрала Марију због својих породичних веза, јер је њена сестра била удата за принца Ивана, брата Василија IV из династије Рјуриковича. Венчање је одржано 19. септембра 1624. Недуго након венчања, царица Марија се разболела а након тога и умрла 17. јануара 1625. године, четири месеца након венчања. У то време било је прича да је намерно отрована од стране непријатеља породице Догоруков.. Након тога Михаил се жени са Јевдокијом Стрешневом.